# Biloluzk
Biloluzk (ukrainisch Білолуцьк; russisch Белолуцк/Beloluzk) ist eine Siedlung städtischen Typs im Osten der Ukraine mit etwa 4000 Einwohnern.

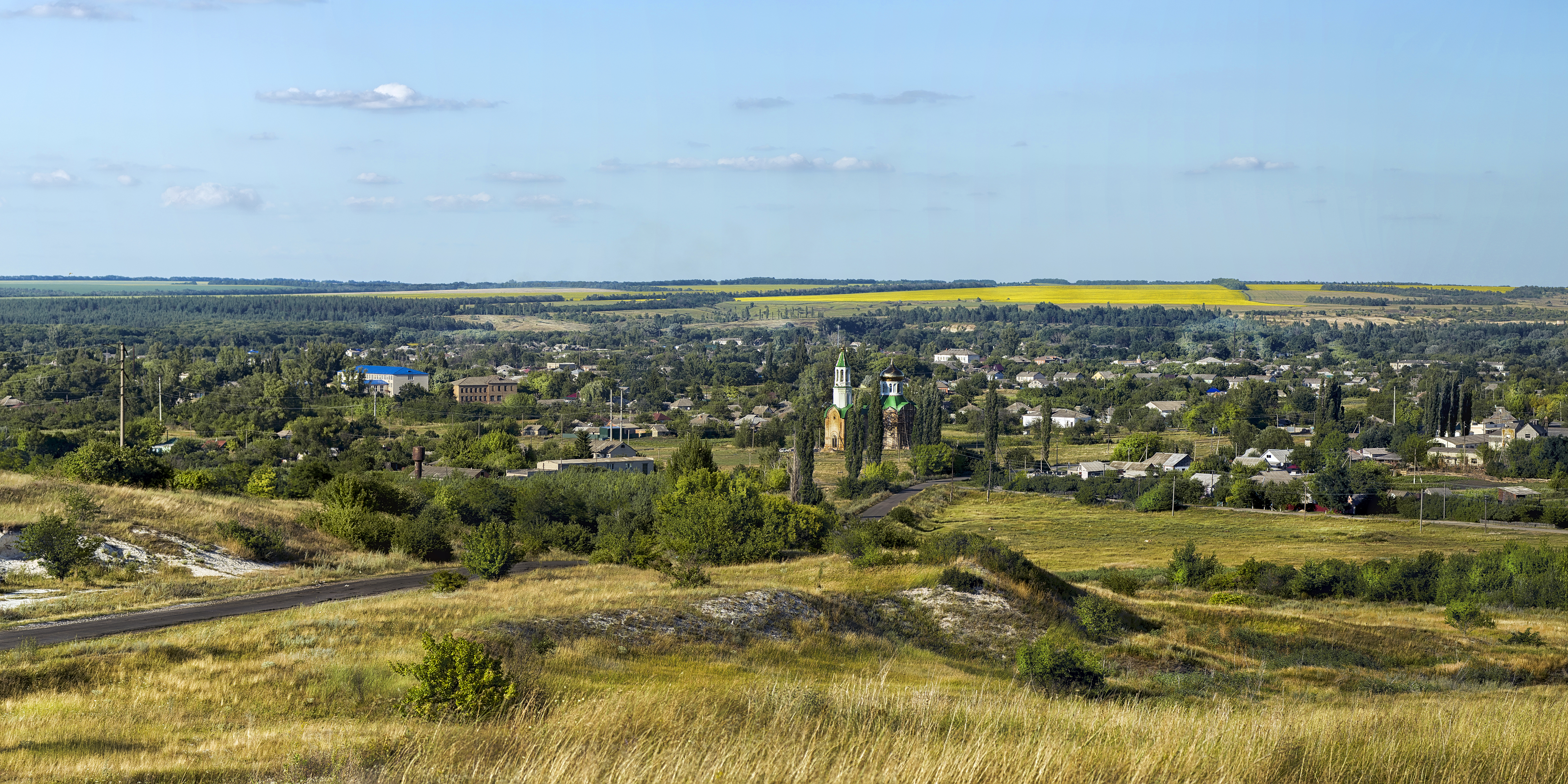
Biloluzk

## Geographie
Der Ort liegt in der Oblast Luhansk, etwa 19 Kilometer nördlich der ehemaligen Rajonshauptstadt Nowopskow und 128 Kilometer nordwestlich der Oblasthauptstadt Luhansk am Zusammenfluss der Bila mit dem Ajdar.

## Geschichte
Der Ort wurde 1645 von Siedlern aus der Rechtsufrigen Ukraine gegründet, 1732 folgten Kosaken als neue Siedler. 1832 wurde aus dem Ort eine Militärsiedlung gemacht und hier Kürassiere ausgebildet, diese bestand bis 1857. 1960 wurde das Dorf zu einer Siedlung städtischen Typs ernannt, von 1923 bis 1963 war er auch das Rajonszentrum des Rajons Biloluzk.

## Verwaltungsgliederung
Am 12. Juni 2020 wurde die Siedlung zum Zentrum der neugegründeten Siedlungsgemeinde Biloluzk (Білолуцька селищна громада/Biloluzka selyschtschna hromada). Zu dieser zählen auch die 16 in der untenstehenden Tabelle aufgelistetenen Dörfer sowie die Ansiedlung Selenyj Haj, bis dahin bildete sie zusammen mit dem Dorf Kuban die gleichnamige Siedlungsratsgemeinde Biloluzk (Білолуцька селищна рада/Biloluzka selyschtschna rada) im Norden des Rajons Nowopskow.
Seit dem 17. Juli 2020 ist sie ein Teil des Rajons Starobilsk.
Folgende Orte sind neben dem Hauptort Biloluzk Teil der Gemeinde:
| Name                     | Name          | Name                            |
| ukrainisch transkribiert | ukrainisch    | russisch                        |
| ------------------------ | ------------- | ------------------------------- |
| Beresiwka                | Березівка     | Березовка (Beresowka)           |
| Koslowe                  | Козлове       | Козлово (Koslowo)               |
| Kostjantyniwka           | Костянтинівка | Константиновка (Konstantinowka) |
| Kuban                    | Кубань        | Кубань                          |
| Lytwynowe                | Литвинове     | Литвиново (Litwinowo)           |
| Moschnjakiwka            | Можняківка    | Можняковка (Moschnjakowka)      |
| Nowobila                 | Новобіла      | Новобелая (Nowobelaja)          |
| Pawlenkowe               | Павленкове    | Павленково (Pawlenkowo)         |
| Pelahijiwka              | Пелагіївка    | Пелагеевка (Pelagejewka)        |
| Salisne                  | Залісне       | Залесное (Salesnoje)            |
| Schapran                 | Шапран        | Шапран                          |
| Selenyj Haj              | Зелений Гай   | Зелёный Гай (Seljony Gai)       |
| Sosniwka                 | Соснівка      | Сосновка (Sosnowka)             |
| Synelnykowe              | Синельникове  | Синельниково (Sinelnikowo)      |
| Switle                   | Світле        | Светлое (Swetloje)              |
| Tanjuschiwka             | Танюшівка     | Танюшевка (Tanjuschewka)        |
| Trembatschewe            | Трембачеве    | Трембачово (Trembatschowo)      |